# Słupsko (województwo łódzkie)
Słupsko – wieś w Polsce położona w województwie łódzkim, w powiecie wieluńskim, w gminie Mokrsko.
| SIMC    | Nazwa      | Rodzaj    |
| ------- | ---------- | --------- |
| 0707981 | Dziadaki   | część wsi |
| 0707998 | Kopaniny   | część wsi |
| 0708006 | Mamzerówka | część wsi |
| 0708012 | Wydarte    | część wsi |
| 0708029 | Wygoda     | część wsi |

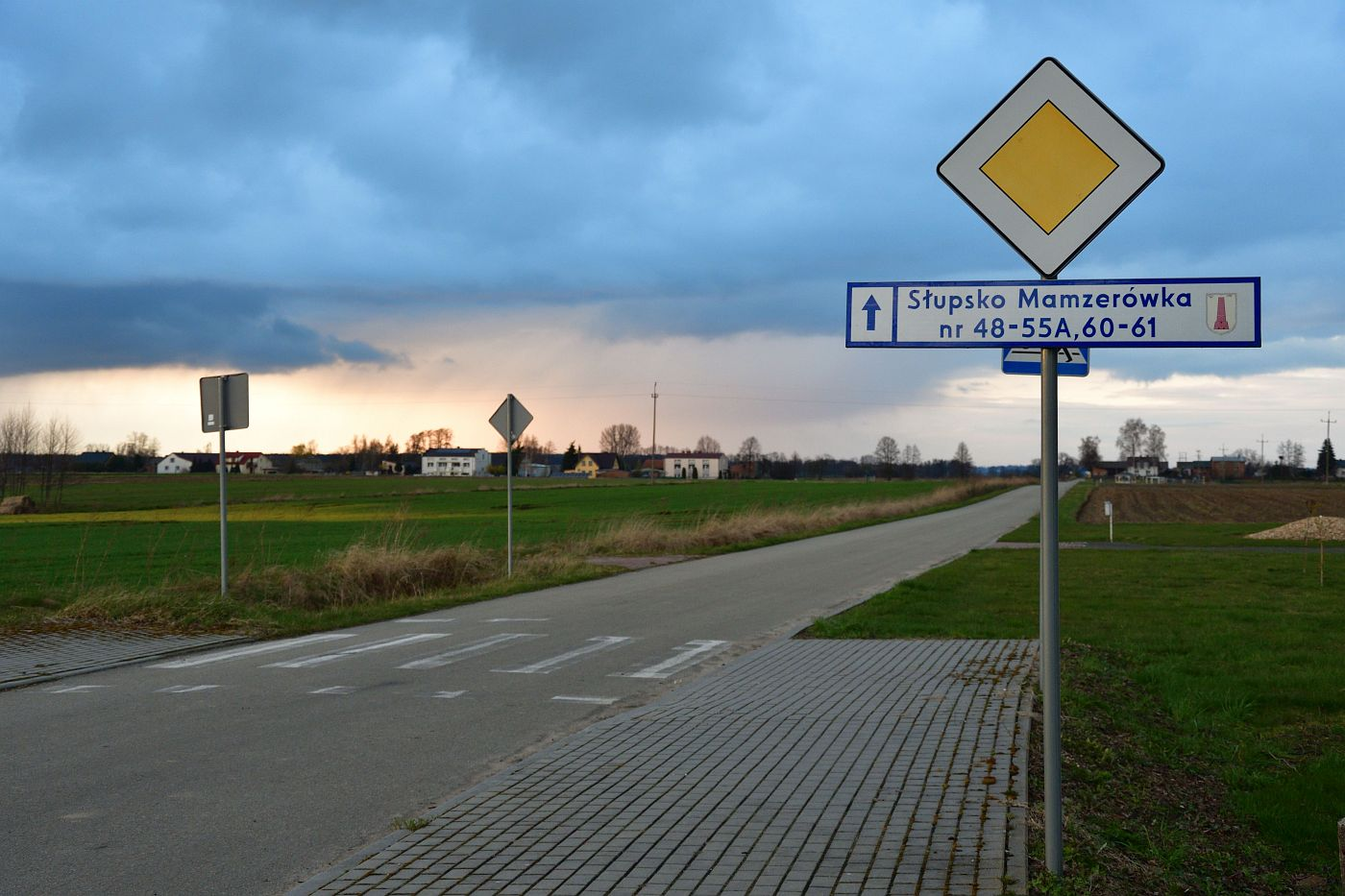
Słupsko, Mamzerówka, 03. 2024

W latach 1975–1998 miejscowość położona była w województwie sieradzkim.
Wieś wielodrożnicowa wzmiankowana po raz pierwszy w 1250 r. Przetrwały tu tradycje wytwórstwa ludowego (tkactwa, wyrób pająków).